# شتاشلین
شتاشلین (به آلمانی: Stechlin) یک شهر در آلمان است که در اوبرهافل واقع شده‌است. شتاشلین ۱٬۳۱۴ نفر جمعیت دارد.